# Antonio Fernández de Buján
Antonio Fernández de Buján y Fernández (Lugo, 1 de julio de 1953) es un jurista español, Catedrático de Derecho Romano de la Universidad Autónoma de Madrid. Especialista en jurisdicción voluntaria, materia en la que está considerado el mayor experto en España, discapacidad, arbitraje, acción popular y derecho administrativo y fiscal romano. Es Académico de Número de las Reales Academias de Jurisprudencia y Legislación de España y de Galicia.

## Información académica
Licenciado en Derecho por la Universidad Autónoma de Madrid (UAM) en 1977 y Doctor en 1978, por dicha universidad, con Premio Extraordinario. En 1983, a los veintinueve años, obtuvo la Cátedra en la Universidad de Cádiz, y en 1991 en la Universidad Autónoma de Madrid.
Ha escrito 25 libros y más de trescientos artículos doctrinales en materia de Derecho romano, Derecho procesal y Derecho civil, lo que le ha permitido el reconocimiento de seis sexenios por la Comisión Nacional de Evaluación de la Actividad Investigadora (CNEAI). Citas Dialnet. Entre sus libros destacan sus manuales "Derecho Público Romano" (27ª Edición, Aranzadi- La Ley 2024) y “Derecho Privado Romano” (11.ª Edición, Iustel 2021), que se han convertido en libros de referencia, y "Contribuciones al estudio del Derecho Administrativo, Fiscal y Medioambiental Romano" (Editorial Dykinson 2021, pp. 616).
Maestro de la más amplia escuela de Derecho Romano en España, con discípulos en veinticinco universidades nacionales y extranjeras. Ha dirigido 18 Tesis Doctorales.
En jurisdicción voluntaria ha publicado 7 libros y más de 100 artículos, entre los que destaca la dirección de: "Comentarios a la Ley 15/2015 de Jurisdicción Voluntaria".

## Premios. Condecoraciones
- Gran Cruz de la Orden de San Raimundo de Peñafort, concedida por Real Decreto 268/2016, de 17 de junio.[3]
- Medalla Castelao[4] en 2011, premio de mayor prestigio otorgado por la Junta de Galicia.
- Doctor honoris causa por la Universidad de Córdoba (España).[5]
- Doctor honoris causa por la Universidad de San Pablo-CEU.[6]
- Doctor honoris causa por la Universidad de Plovdiv (Bulgaria).[7]
- Doctor honoris causa por la New Bulgarian University de Sofía[8]
- Doctor honoris causa por la Universidad de Alcalá.[9]
- Doctor honoris causa por la Universidad de La Laguna.[10][11][12]
- Doctor honoris causa por la Universidad de La Rioja.[13]
- Doctor honoris causa por la Universidad de Las Palmas de Gran Canaria.[14][15]
- Doctor honoris causa por la Universidad del Salvador de Buenos Aires.[16]
- Encomienda con Placa de la Orden de Alfonso X el Sabio.[17]
- Cruz de Honor de la Orden de San Raimundo de Peñafort.[18]
- Colegiado de Honor del Colegio Nacional de Letrados de la Administración de Justicia.[19]
- Premio "Madrigallego de Oro" al mérito jurídico 2017.[20]
- Premio "Excelencia y Calidad en la Justicia 2015" del Consejo General de Procuradores de España.[21]
- XIX Premio Montero Rios[22]

## Cargos más relevantes
- Académico de Número de la Real Academia de Jurisprudencia y Legislación. Tomó posesión el 20 de enero de 2014, ocupando la Medalla número 33. Fue propuesto por los Académicos Aurelio Menéndez y Menéndez, Antonio Rodríguez Adrados y Rafael Mendizábal Allende. Su discurso de ingreso se tituló "La deuda histórica del arbitraje moderno". Representando a la Academia, le contestó Luis Díez-Picazo y Ponce de León.[23]
- Es Censor de la Real Academia de Jurisprudencia y Legislación, elegido por unanimidad.[24]
- Académico de Número, por unanimidad, de la Real Academia Gallega de Jurisprudencia y Legislación, desde 2009.[25]
- Académico de Honor de la Academia Xacobea en 2019.[26]
- Vocal de la Comisión General de Codificación, por orden ministerial, en las ponencias de Jurisdicción Voluntaria en los años 2002-2005, y vocal de la Sección Especial constituida en la Comisión General de Codificación, para la regulación de la Jurisdicción Voluntaria y la Legislación Procesal Civil en año 2012.
- Ponente en la Comisión de Justicia del Congreso de los Diputados, en trámite de asesoramiento del Proyecto de Ley de Jurisdicción Voluntaria (2007).
- Patrono de la Fundación Universitaria Española
- Vocal de la Comisión Nacional Evaluadora de la Actividad Investigadora en los años 2003-2004 y 2014-2015.
- Director de Publicaciones de la Real Academia de Jurisprudencia y Legislación, y Vocal de la Junta de Gobierno.[27]
- Es Vocal del Consejo de Grupo Aranzadi y Consejero de las Editoriales Iustel y Dykinson.[28]
- Director de la Revista General de Derecho Romano (RGDR)[29] de Iustel y de la Colección de Monografías de Derecho Romano de Dykinson.
- Consejero de Instituto Superior de Derecho y Economía (ISDE).
- Presidente del Consejo Editorial de la Revista "Derecho. Literatura. Cinematografía" de la Editorial Iustel y Director de la "Revista Ihering. Cuadernos de Ciencias Históricas y Jurídicas" de la Fundación Universitaria Española.
- Vocal del Consejo de Dirección del Instituto Universitario de Investigación en Ciencias de Antigüedad de la Universidad Autónoma de Madrid (ICCA-UAM).[30]

## Otros méritos y cargos
- Subdirector del Colegio Universitario de Cuenca durante los años 1980 a 1984.
- Vicedecano de Ordenación Académica y Profesorado de la Facultad de Derecho de Jerez, Universidad de Cádiz, en el año 1987.
- Vicedecano de Investigación de la Facultad de Derecho de la Universidad Autónoma de Madrid durante los años 1991-1992.
- Director del Departamento de Derecho Privado, Económico y Social de la Universidad Autónoma de Madrid durante los años 1995-1998.
- Investigador Principal en nueve Proyectos de Investigación del Ministerio de Educación y de la Comunidad de Madrid.
- Miembro del Consejo Científico de las revistas Economist & Jurist, Revista Crítica de Derecho Inmobiliario,[31]de la revista Bulletino dell´ Istituto de Diritto Romano Victoria Scialoja (La Sapienza), de la Rivista Internazionale di Diritto Romano e Antico (I.U.R.A.), de la Revista Galega de Administración Pública (RGAP),[32] de la Revista "Studia et Documenta Historiae et Iuris" (S.D.H.I), de la Revista de Estudios Histórico-Jurídicos[33] de la Universidad Católica de Valparaíso (Chile), entre más de una veintena.
- Presidente y Copresidente, respectivamente, de las Secciones de Derecho Romano y Derecho Iberoamericano de la Real Academia de Jurisprudencia y Legislación.[34]
- Profesor Honorario de la Asociación de Profesores de Derecho Romano de la República Argentina (octubre de 2005).
- Miembro Honorario del "Instituto de Derecho Romano Dr. Agustín Díaz Bialet" de la Facultad de Derecho y Ciencias Sociales de la Universidad Católica de Córdoba (Argentina), desde mayo de 2012.
- Evaluador de la Agencia Nacional de Evaluación y Prospectiva (ANEP) Archivado el 16 de junio de 2016 en Wayback Machine. desde 1997.
- Ha sido relator general en más de una veintena de Congresos Internacionales.
- Director de siete Congresos Internacionales de Derecho Administrativo, Fiscal y Medioambiental romano.
- Imparte la lección inaugural 2023/2024 del "Corso di alta formazione in diritto romano" de la facultad de Derecho de la Universidad La Sapienza de Roma, con el título: "Ordenamiento financiero y tributario romano. Ius fiscale. De iure fisci. Tributum. Aerarium. Thesaurus".

| Predecesor: Diego Espín Cánovas | Real Academia de Jurisprudencia y Legislación Medalla 33 Electo el 4 de febrero de 2013 | Sucesor: En el cargo (cargo vitalicio) |